# Virginia Woolf
Virginia Woolf (London, 25. siječnja 1882. – rijeka Ouse kod Rodmella, 28. ožujka 1941.) engleska spisateljica, jedna od ključnih figura modernizma u književnosti, i predstavnica romana struje svijesti. Ne-linearnim pripovijedanjem je bitno utjecala na žanr romana. Autorica je poznatih romana Gospođa Dalloway (1925), K svjetioniku (1927) i Valovi (1931). Napisala je značajne eseje iz područja teorije umjetnosti, povijesti književnosti, ženskog pisma i politike moći. Eksperimentirala je s formama biografije i kratke priče. Ostavila je opsežnu i bogatu korespondenciju. Smatraju je začetnicom feminističke esejistike.

## Životopis
Rođena je u uglednoj viktorijanskoj obitelji intelektualaca kao Adelaida Virginia Stephen. Stekla je široku privatnu naobrazbu. S 13 godina ostaje bez majke. Nakon smrti oca Leslieja Stephena, poznatog književnoga kritičara, izdavača i filozofa, seli sa sestrom Vanessom u Bloomsbury, područje središnjeg Londona u kojem je vremenom postala središnja figura utjecajne intelektualne grupe koja je na tragu filozofije G. E. Moorea razmatrala estetska i filozofska pitanja u duhu agnosticizma te bitno utjecala na modernizaciju britanske književnosti i kulture. Godine 1912. udaje se za izdavača, pisca i društvenoga aktivista Leonarda Woolfa.
U prvom romanu "Putovanje" (The voyage out, 1915), postavlja svoje glavne književne teme i izričaj: lirski pristup zbilji i introspekciju u analizi fluktuirajućih stanja ljudske psihe i ženskog senzibiliteta. Sa suprugom 1917. osniva nakladničku kuću Hogarth Press, koja je bila jedno od žarišta promocije modernizma.
Nakon romana "Noć i dan" (1919) i "Jakovljeva soba" (1922), piše velika ostvarenja književnoga modernizma, romane "Gospođa Dalloway" (1925), "K svjetioniku" (1927) i "Valovi" (1931). te znamenite eseje "Vlastita soba" (A room of one's own, 1929) i "Tri gvineje" (1938).
Njeni su romani visoko eksperimentalni: na više mjesta svakodnevna radnja se rastače u svijesti (ženskih) protagonista; snažan lirizam i jezična virtuoznost stvaraju dojam svijeta prebogatoga vizualnim i drugim senzornim asocijacijama, kao i senzibilne likove uronjene u preispitivanje smisla vlastite doživljajnosti i opstojnosti same. Po svjetonazoru mješavina epikurejskoga materijalista i bergsonovskoga idealista, kao i estet na tragu Waltera Patera, Woolf je u romanima tematizirala svijet intelektualne engleske više srednje klase. Ipak, taj se svijet pažljivom čitatelju otkriva kao univerzalan. Sama je radnja često obična, vezana uz svakodnevnicu: gospođa Dalloway sprema zabavu i sijelo, a "Svjetioniku" je opisan izlet gđe Ramsay s brojnom obitelji, kao i stvaralački napor slikarice Lily Briscoe. "Valovi" su zbirka lirskih solilokvija šestero prijatelja. Pjesnički recitativi pretvaraju roman u formu nalik na pjesmu u prozi.
U programatskom eseju "Vlastita soba" (1929) se zauzima za neovisnost žene. U njegovom nastavku "Tri gvineje" (1938) piše o povezanosti obiteljske i društvene tiranije u patrijarhalnom društvu. Tim je radovima stekla status začetnice feminističke esejistike. U ogledima donosi činjenično zasnovane uvide o zapostavljenosti žena i njihovoj onemogućenosti u umjetničko-stvaralačkim procesima. S druge strane, inzistira da je "ženska", kao i "muška" umjetnost zapravo androgina, pa je sloboda izražaja ženskoga iskustva i percepcije svijeta marginalna: pravi umjetnik nadrasta spol. Raščlanila je i ilustrirala povijesnu datost "ženske sudbine" koja je mnoge potencijalne kreativne osobnosti osudila na skučenu i samo djelomice ostvarenu egzistenciju.
Njen pozniji rad uključuje konvencionalniji roman "Godine" (1937), te posljednje veliko ostvarenje, roman "Među činovima" (Between the acts, 1941). godine, snažno eksperimentalnu prozu u kojoj su sažete njene glavne teme i postupci: rekreacija svijeta kroz visoko metaforizirani jezik; seksualna ambivalencija i, najvažnije - meditacija o protoku vremena i života, utjelovljena u fikcionaliziranom i estetiziranom prikazu skoro cijele engleske povijesti. 
Mučena napadima depresije, još pojačanima izbijanjem 2. svjetskoga rata, počinila je samoubojstvo utapanjem u rijeci Ouse, kraj imanja u Rodmellu u Sussexu.
Glavni romani Virginije Woolf su prevedeni na hrvatski, a u novije vrijeme su u prijevodu dostupne i knjige njenih kritika i eseja.

## Vanjske poveznice
- Virginia Woolf, djela (na engleskom)
- Works by Virginia Woolf